# Loạn bảy nước

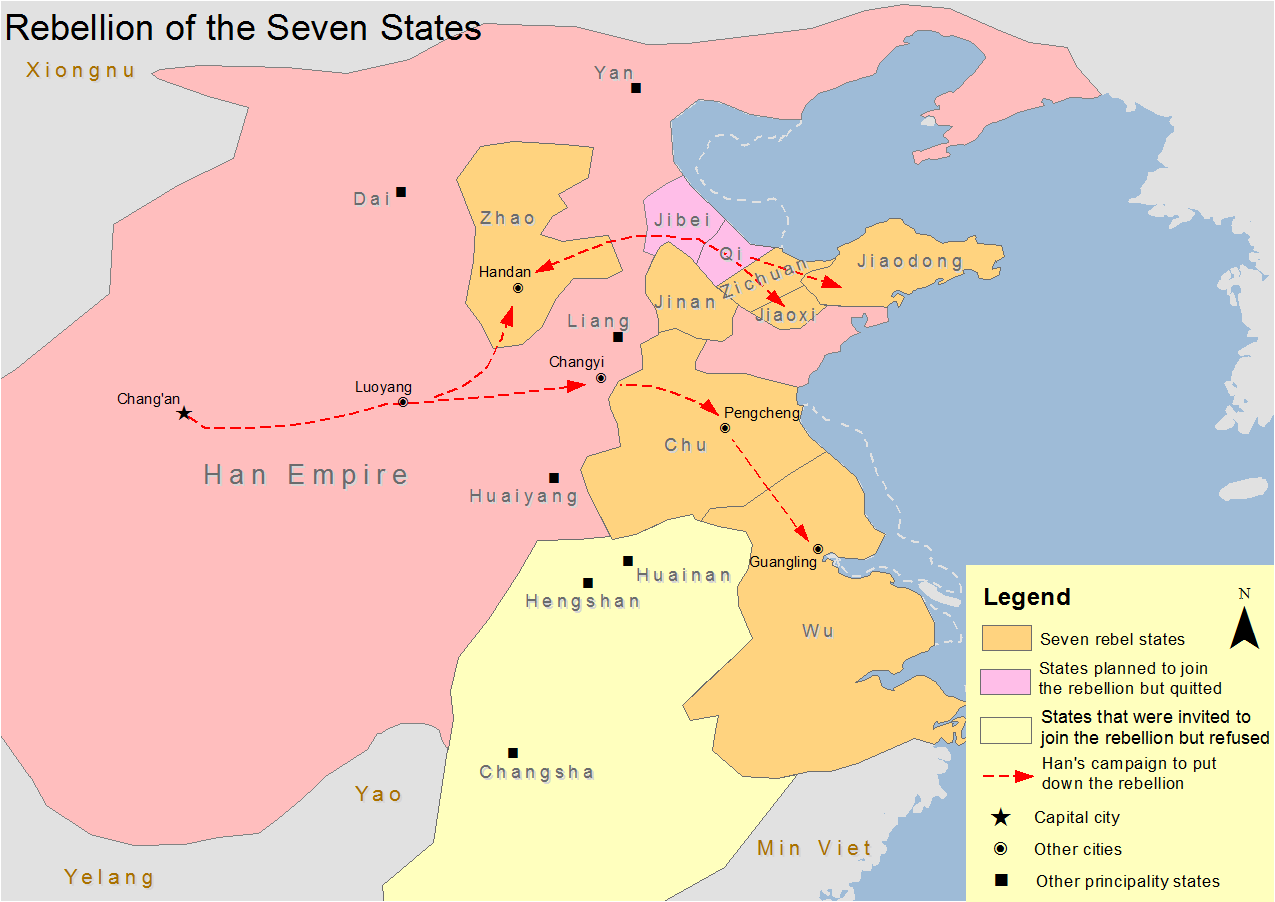
Loạn bảy nước

Loạn bảy nước (Thất quốc chi loạn, giản thể: 七国之乱; phồn thể: 七國之亂) là cuộc nổi loạn của 7 vương quốc thời Tây Hán trong lịch sử Trung Quốc. Ngô vương Lưu Tỵ cầm đầu cuộc nổi loạn muốn cướp ngôi Hán Cảnh Đế Lưu Khải nhưng cuối cùng đã thất bại nhanh chóng.

## Bối cảnh
Sau khi thành lập nhà Hán, Hán Cao Tổ Lưu Bang lần lượt trừ khử hoặc phế truất các công thần làm vua các nước chư hầu và phong cho các hoàng tử và những người trong hoàng tộc thay thế, đồng thời giao ước với các quan đại thần: 
Ai không phải họ Lưu mà làm vương thì thiên hạ cùng đánh nó.
Giao ước này được những trung thần Trần Bình, Chu Bột thực hiện triệt để sau khi Lã hậu qua đời (180 TCN). Hai người đã khởi xướng việc diệt các chư hầu, phe cánh họ Lã mà Lã hậu dựng lên trong thời gian cầm quyền, tôn Đại vương Lưu Hằng làm vua Hán Văn Đế.
Tuy nhiên, việc thay người khác họ bằng người trong họ vẫn không khiến thiên tử hết lo lắng. Hán Văn Đế khôi phục lại ngôi chư hầu Tề, Triệu, Sở cho người trong họ để đáp lại sự ủng hộ của họ trong cuộc binh biến chống họ Lã. Tuy nhiên, ông đã phải đối mặt với nguy cơ phản loạn từ họ.
Tế Bắc vương Lưu Hưng Cư và Hoài Nam vương Lưu Trường lần lượt bộc lộ ý định làm phản năm 177 TCN và 174 TCN. Hai người đều bị tiêu diệt. Để giảm thế lực các chư hầu, Văn Đế theo kiến nghị của Giả Nghị, nhân lúc Tề vương qua đời bèn chia nhỏ nước Tề làm 6 nước: Tề, Tế Bắc, Tế Nam, Giao Tây, Giao Đông, Tri Xuyên; với nước Hoài Nam, ông điều Hoài Nam vương Lưu Hỷ làm Thành Dương vương, chia Hoài Nam làm 3: Hoài Nam, Hành Sơn, Lư Giang.
Chính sách chia nhỏ chư hầu của Văn Đế mới thực hiện được bước đầu. Tiều Thố khuyên ông nên tiếp tục làm yếu nước Ngô nhưng Văn Đế ngại thế lực của Ngô vương Tỵ (con Lưu Trọng – anh Cao Tổ, tức anh họ của Văn Đế) rất lớn, nước Ngô lại giàu mạnh nên không nghe theo.

## Nguyên nhân

### Tư thù
Hán Văn Đế lập Lưu Khải làm thái tử. Năm 174 TCN, Lưu Khải lên 14 tuổi, Ngô thế tử con Ngô vương Tỵ vào kinh đô triều kiến, uống rượu đánh cờ với thái tử Khải.
Hai bên đánh cờ hăng say đến mức tranh chấp, Ngô thế tử tính cách thô bạo, có lời lẽ và hành vi không cung kính. Thái tử Lưu Khải tức giận cầm bàn cờ đánh chết Ngô thế tử.
Thi hài Ngô thế tử được bỏ vào quan tài mang về nước Ngô. Ngô vương Lưu Tỵ vô cùng căm giận nói rằng:
Thiên hạ của chung họ Lưu, chết ở Trường An thì chôn ở Trường An, cần gì mang về đây mà chôn!
Rồi sai người đưa quan tài trở lại Trường An chôn cất. Từ đó Lưu Tỵ oán hận triều đình, lấy cớ có bệnh không về kinh triều kiến thiên tử nữa. Trong triều cũng đoán được Ngô vương vì chuyện con bị chết mà bỏ lễ phiên thần, nên thẩm vấn sứ giả nước Ngô. Ngô vương Tỵ trong lòng hoảng sợ, nảy sinh ý định làm phản.
Lưu Tỵ lo lắng sợ triều đình hỏi tội, lại sai sứ giả vào triều làm lễ với thiên tử. Hán Văn Đế lại hỏi sứ giả, sứ nước Ngô nói thật rằng Lưu Tỵ không có bệnh nặng, chỉ vì triều đình thẩm vấn sứ giả nước Ngô nhiều lần nên Ngô vương mới lo sợ. Văn Đế muốn làm dịu tình hình, bèn không trách tội Ngô vương không triều kiến, lại gửi sứ giả mang về cho Ngô vương chiếc ghế ngồi và gậy chống, vì Ngô vương đã cao tuổi nên vua chuẩn cho không cần vào triều.

### Mất quyền lợi
Năm 157 TCN, Văn Đế mất, Lưu Khải lên nối ngôi, tức là Hán Cảnh Đế. Cảnh Đế tin dùng Tiều Thố, nhiều lần nghe theo kiến nghị của Tiều Thố, làm giảm thế lực của chư hầu.
Nước Ngô ở vị trí thuận lợi, có nhiều tài nguyên, đồng núi muối biển, dân cư đông đúc, kinh tế phát triển mạnh. Ngô vương Lưu Tỵ vì có công tham gia dẹp Anh Bố nên được phong từ thời Hán Cao Đế, đến thời Cảnh Đế là 40 năm, lúc đó đã ngoài 60 tuổi.
Năm 154 TCN, Tiều Thố giữ chức Ngự sử đại phu tiếp tục kiến nghị việc giảm quyền lực các chư hầu, theo đó sẽ tước bớt quận Đông Hải của Sở vương Mậu, tước bớt quận Dự Chương và quận Cối Kê của Ngô vương Tỵ, tước bớt quận Thường Sơn của Triệu vương Toại và 6 huyện của Giao Tây vương Ngang.
Trong lúc triều đình đang bàn bạc, Ngô vương Tỵ nghe tin mình bị cắt đất, sợ sau này sẽ bị mất hết đất đai quyền hành nên quyết định khởi sự. Nghe tiếng Giao Tây vương dũng mãnh thiện chiến, chư hầu thường nể sợ, Ngô vương Tỵ sai đại phu Ứng Cao đến kêu gọi Lưu Ngang cùng làm phản. Sau đó Lưu Tỵ đích thân đến gặp Lưu Ngang ước hẹn kế hoạch tây tiến.
Quần thần Giao Tây biết ý đồ của Lưu Ngang, khuyên không nên làm phản, vì thế lực chư hầu yếu hơn thiên tử; giả sử thành công lại dễ dẫn đến tranh chấp thiên hạ giữa Ngô và Giao Tây. Lưu Ngang không nghe, sai sứ sang kêu gọi các nước Tề, Tri Xuyên, Giao Đông, Tế Nam, Tế Bắc ước hẹn cùng làm phản. Ngô vương Tỵ cũng ước hẹn với nước Triệu, Sở cùng khởi binh.
Không lâu sau, lệnh tước đất các chư hầu từ Trường An ban ra. Bảy nước chư hầu do Lưu Tỵ đứng đầu nhất tề làm phản.

## Diễn biến

### Bảy nước khởi binh
Để có danh nghĩa khởi binh, Lưu Tỵ công bố hịch văn, giương cao khẩu hiệu diệt trừ gian thần Tiều Thố, "làm sạch chỗ cạnh vua" bố cáo cho thiên hạ biết. Ngô vương Tỵ hiệu triệu thêm hai nước Mân Việt và Đông Việt cùng tham gia; Triệu vương Toại sai sứ sang Hung Nô xin cấp quân trợ giúp.
Tuy nhiên, ngay tại các nước mưu phản cũng có các đại thần phản đối. Tại nước Ngô, Lưu Tỵ giết hết các quan lại nhà Hán phản đối mình từ thái thú trở xuống. Tại nước Sở, tướng quốc Trương Thượng, thái phó Triệu Di can ngăn Sở vương Mậu, bị Mậu xử tử. Tướng quốc nước Triệu là Kiến Đức và nội sử Vương Mãn can ngăn Triệu vương Toại cũng bị giết chết.
Sáu nước ủng hộ Ngô vương hợp lại thành 7 nước gồm có:
1. Ngô vương Lưu Tỵ
2. Sở vương Lưu Mậu
3. Triệu vương Lưu Toại
4. Tế Nam vương Lưu Tịch Quang
5. Tri Xuyên vương Lưu Hiền
6. Giao Tây vương Lưu Ngang
7. Giao Đông vương Lưu Hùng Cư

Ngô vương ra lệnh tổng động viên trong nước, nói rằng mình đã 60 tuổi, người con trai út lên 16, do đó huy động đàn ông trong nước Ngô từ 16 đến 60 tuổi phải ra trận đi đánh Hán. Tổng số quân Ngô huy động được hơn 20 vạn người.
Tề vương lúc đầu đồng ý hưởng ứng nổi dậy nhưng sau đó hối hận. Các nước xung quanh là Giao Đông, Tế Nam và Tri Xuyên theo Giao Tây vương làm thống soái hợp binh đánh Tề, bao vây kinh thành Lâm Tri. Tại Tế Bắc, viên lang trung lệnh nước này cưỡng chế ngăn chặn Tế Bắc vương khiến Tế Bắc vương không khởi sự hưởng ứng Ngô vương được.
Ngô vương có một môn khách là Chu Khâu người Hạ Bì, dùng mưu cầm cờ tiết nhà Hán về quê, lấy danh nghĩa là sứ giả nhà Hán triệu tập huyện lệnh. Khi huyện lệnh đến nơi, Chu Khâu liền chém chết và tập hợp gia tộc lại, kêu gọi mọi người hàng Ngô. Toàn bộ thành Hạ Bì nghe theo, bèn đầu hàng Lưu Tỵ.
Chu Khâu tập hợp được 3 vạn quân, sai người báo với Ngô vương và tiến đánh lên phía bắc. Chu Khâu tiến đến Thành Dương, đại phá quân Hán tại đây, lực lượng đã lên đến 10 vạn người.

### Hán Đế giết Tiều Thố
Thế quân 7 nước rất lớn khiến Hán Cảnh Đế lo lắng. Tiều Thố trong mấy năm làm sủng thần của Hán Cảnh Đế, hay giám sát và hạch tội các quan đại thần và chư hầu, do đó bị nhiều người oán hận. Trong số những người mâu thuẫn với Tiều Thố có Viên Áng. Viên Áng từng nhận của đút lót của Ngô vương Tỵ và tâu với Cảnh Đế rằng Lưu Tỵ sẽ không làm phản. Tiều Thố tố cáo Áng nhận đút lót của với Cảnh Đế. Cảnh Đế không giết Viên Áng mà chỉ hạ lệnh cách chức, phế làm thứ dân.
Nghe tin 7 nước làm phản, Tiều Thố bàn nên bắt Viên Áng để thẩm vấn vì cho rằng Viên Áng đồng mưu. Trong khi còn do dự thì có người đi báo cho Viên Áng biết. Viên Áng sợ hãi bèn đến cầu cạnh xin ngoại thích Đậu Anh (cháu Đậu thái hậu) cứu giúp. Đậu Anh cũng vốn có mâu thuẫn với Tiều Thố vì bị động chạm quyền lợi do những chính sách Tiều Thố kiến nghị với vua được thi hành. Theo lời Đậu Anh, Hán Cảnh Đế triệu tập Viên Áng đến hỏi kế chống phản quân.
Khi Viên Áng đến nơi, đúng lúc Cảnh Đế và Tiều Thố bàn bạc việc điều động quân lương. Viên Áng xin được gặp riêng Cảnh Đế hiến kế. Cảnh Đế lệnh cho Tiều Thố ra ngoài. Viên Áng khuyên Hán Cảnh Đế nên bắt giết Tiều Thố thì quân chư hầu sẽ lui, vì chư hầu chỉ oán một mình Tiều Thố.
Cảnh Đế trong tình hình nguy cấp, vội vã nghe theo Viên Áng, bèn sai viên trung úy triệu kiến Tiều Thố. Tiều Thố đến nơi, quân lính lập tức bắt giữ và chém ngang lưng ở chợ Đông.
Cảnh Đế sai Viên Áng làm thái thường, cùng Đức hầu Lưu Thông là người từng quen biết với Ngô vương Tỵ lãnh trách nhiệm sứ giả đi báo với Ngô vương việc giết Tiều Thố và phục lại đất đai cho chư hầu.

### Chu Á Phu ra quân
Lúc đó Ngô vương và Sở Vương đang vây đánh nước Lương. Lương Hiếu vương Lưu Vũ là em út của Cảnh Đế kiên cường giữ thành chống trả khiến quân Ngô, Sở chưa đánh hạ được.
Lưu Thông và Viên Áng đến nơi, lệnh cho Ngô vương quỳ tiếp chỉ. Ngô vương cười lớn nói rằng:
Ta bây giờ đã là hoàng đế phía đông, chẳng lẽ còn phải lạy người khác hay sao?
Rồi Ngô vương không những không lui binh mà bắt luôn Viên Áng, ép phải theo mình làm phản. Viên Áng không nghe theo. Ngô vương định giết Áng, nhưng nhân lúc đêm tối, Áng trốn thoát được ra ngoài, tìm đến trại quân Lương và trở về báo lại cho Hán Cảnh Đế.
Hán Cảnh Đế nhận ra chân tướng ý đồ của Ngô vương, rất ân hận vì đã giết Tiều Thố. Ông nhớ lời dặn của Văn Đế: có thể nhờ cậy Chu Á Phu khi nguy cấp, nên sai Chu Á Phu (con Chu Bột) đi dẹp loạn. Ông phong Á Phu làm thái úy, cầm đầu quân đội trong triều, mang 36 tướng ra trận.
Trước lúc ra quân, Chu Á Phu kiến nghị Cảnh đế không nên đối địch với quân Ngô đang hăng hái mà nên cắt đứt đường vận lương của địch. Cảnh Đế chấp thuận.

### Chu Á Phu dẹp loạn
Chu Á Phu mang quân ra mặt trận, làm theo kế Triệu Thiệp, không đi theo đường chính Hào Sơn vì Ngô vương nghe tin quân Hán xuất trận sẽ phái quân phục ở đây trước. Trái lại, ông đi đường vòng từ Vũ Quan ra Lạc Dương, tuy chậm hơn 1 ngày nhưng gây bất ngờ cho quân địch.
Chu Á Phu tiến từ Vũ Quan vòng qua Lạc Dương, sai người ra tra soát Hào Sơn, quả nhiên có quân Ngô phục ở đó. Quân Hán tiến đến Hoài Dương, Chu Á Phu hỏi ý kiến Đặng đô úy là thủ hạ trước đây của Chu Bột cha mình. Đặng đô úy khuyên Chu Á Phu tránh đối đầu với quân Ngô, không cần gấp rút cứu nước Lương, trái lại tiến ra Xương Ấp xây đồn lũy, khống chế cửa sông Hoài, Tứ, cắt đường vận lương của quân Ngô, đợi lúc quân Ngô suy yếu sẽ ra quân đánh là thắng.
Chu Á Phu làm theo, tiến lên trấn giữ Xương Ấp, xây đồn lũy phòng thủ, cắt đứt đường liên lạc giữa quân Ngô, Sở và quân 4 nước đang vây đánh Tề; bỏ mặc quân nước Lương giao chiến với quân Ngô, khiến quân Ngô bị hao tổn sức lực.
Quân Ngô và quân Sở qua sông Hoài hội binh, phía tây đánh Cức Bích, đại phá quân Hán. Lương vương Lưu Vũ sợ hãi, sai 6 viên tướng ra chống cự. Quân Ngô mạnh mẽ đánh bại quân Lương mấy trận.
Lương vương sốt ruột sai sứ đến giục Chu Á Phu ra quân nhưng Á Phu không phát binh cứu nước Lương. Lương vương tức giận sai người đến Trường An nói với Hán Cảnh Đế việc này. Cảnh Đế vội sai sứ ra Xương Ấp giục Á Phu ra quân nhưng Á Phu kiên quyết giữ nguyên tắc "tướng ngoài mặt trận có thể không nghe lệnh vua", giữ vững tuyến phòng thủ theo chiến thuật đã định.
Trong khi đó, Lương vương dùng Hàn An Quốc và Trương Vũ làm tướng ra trận, đánh thắng quân Ngô được mấy lần.
Quân Ngô vây đánh nước Lương không hạ được. Ngô vương Tỵ muốn tiến vào Trường An nhưng vì chưa hạ được nước Lương nên không dám bỏ thành tây tiến vì sợ bị truy kích. Vì vậy Ngô vương bỏ nước Lương, quay sang đánh Hán. Hai bên giao chiến ở Hạ Ấp. Vì đường vận lương của Lưu Tỵ bị Á Phu cắt đứt nên phải đánh nhanh, nhưng Á Phu giữ vững trận thế không giao chiến, mặc cho quân Ngô khiêu chiến nhiều lần.
Nhân lúc quân Ngô, Sở dao động vì thiếu lương, Á Phu mang đại quân phản kích. Quân Ngô, Sở bị đói không còn sức chiến đấu, nhanh chóng bị thua tan tác. Quân Ngô phần lớn đầu hàng Hán và Lương.
Ngô vương Tỵ bỏ chạy qua sông Trường Giang, đến Đan Đồ, có ý giữ Đông Việt để thế thủ. Có hơn 1 vạn quân Đông Việt, Lưu Tỵ sai người đi thu thập tàn quân.

### Kết cục của các chư hầu
Triều đình treo giải thưởng 1000 cân vàng cho ai lấy được đầu Lưu Tỵ và sai sứ giả đến Đông Việt thuyết phục giết Ngô vương. Người Đông Việt bèn lừa Ngô vương, dụ ra ủy lạo quân sĩ rồi sai người hành thích giết chết Ngô vương, sai người cắt đầu ngày đêm mang về Trường An dâng Hán Cảnh Đế.
Trong khi đó quân Sở bị đánh bại, Sở vương Lưu Mậu tự liệu không thoát được nên đã tự sát.
Chu Á Phu mang quân cứu Tề. Bốn nước Giao Đông, Giao Tây, Tế Nam và Tri Xuyên đánh Tề 3 tháng không hạ được, liệu thế không chống nổi đại quân Hán nên giải vây rút về nước. Quân Hán kéo đến vây các nước. Chu Á Phu sai Đồi Đương đến gặp Giao Tây vương Ngang, bức bách tự sát. Sau khi Lưu Ngang tự sát, 3 vua chư hầu Giao Đông, Tế Nam và Tri Xuyên cũng biết không thể thoát tội nên tự sát theo. Cùng lúc, Lệ tướng quân vây đánh nước Triệu, hạ được thành. Triệu vương Toại cũng tự sát nốt.
Tế Bắc vương Lưu Chí vì bị bức bách làm phản, khi 7 nước dấy quân cuối cùng không hưởng ứng do lang trung lệnh ngăn cản được, do đó được miễn tội chết, cải phong làm Tri Xuyên vương.

## Hậu quả và ý nghĩa
Loạn 7 nước kéo dài từ tháng 1 đến tháng 3 âm lịch năm 154 TCN thì bị dẹp. Quân làm phản thất bại hoàn toàn, các vua chư hầu làm phản đều mất mạng. Hòa bình nhanh chóng được lập lại trên lãnh thổ Trung Quốc.
Dẹp xong loạn 7 nước, Hán Cảnh Đế ra lệnh xóa bỏ nước phong của các chư hầu này, đưa đất đai về dưới quyền quản lý trực tiếp của hoàng đế. Ngoài ra, ông còn tiến hành chỉnh lý địa giới một số nước chư hầu, thu nhỏ quyền lực của họ. Đặc ân phong con Sở vương là Lưu Lễ làm Sở vương, nhưng nước bị thu nhỏ chỉ có quận Bành Thành; nước Đại cũng bị thu hẹp chỉ có quận Thái Nguyên.
Sau này, Hán Cảnh Đế tiếp tục chính sách làm yếu các chư hầu. Sau khi Lương vương Lưu Vũ em ông qua đời, ông chia nước Lương làm 5 nước nhỏ, khiến số lượng chư hầu nhà Tây Hán lên tới 25 nước, nhiều nhất kể từ khi nhà Hán thành lập. Thế lực chư hầu yếu hơn nhiều so với trước. Sau đó đến thời Hán Vũ Đế còn tiếp tục theo đuổi chính sách này, loại bỏ hoàn toàn việc cắt đất phong hầu khiến cho chế độ quân chủ trung ương tập quyền ngày càng được củng cố.